# Fontenille-Saint-Martin-d'Entraigues
Fontenille-Saint-Martin-d'Entraigues är en kommun i departementet Deux-Sèvres i regionen Nouvelle-Aquitaine i västra Frankrike. Kommunen ligger i kantonen Chef-Boutonne som tillhör arrondissementet Niort. År 2022 hade Fontenille-Saint-Martin-d'Entraigues 534 invånare.

## Befolkningsutveckling
Antalet invånare i kommunen Fontenille-Saint-Martin-d'Entraigues
| Referens: INSEE |